# École de gendarmerie de Rochefort
L'école de gendarmerie de Rochefort est une école placée sous l'autorité du commandement des écoles de la Gendarmerie nationale française.
Sa principale mission est d'effectuer la formation continue et initiale des futurs sous-officiers du corps de soutien technique et administratif de la Gendarmerie nationale.

## Historique
L'école a été créé le 1er juillet 1999. Cette création fait suite au transfert de l'école des fourriers, devenue l'école des spécialités du commissariat des armées, située alors sur un autre site militaire de la commune, pour Querqueville. On peut ainsi parler de compensation à la suite de ce départ.
L'école s'installe dans un premier temps sur le site de la caserne Priouzeau (9 hectares) en attendant la remise en état et la rénovation des bâtiments de la caserne Aubry située à quelques mètres au nord de la caserne Priouzeau. Le site de la caserne Aubry (environ 73 hectares délimités en 2012) est opérationnel en août 2002. Ainsi, dans un second temps, l'État-major et les deux centres d'instruction qui composent l'école sont transférés sur le site Aubry en 2002.

## Situation géographique
L'école est située sur le site de l'ancien Centre interarmées de formation de Rochefort (CIFR). Implantée sur l'ouest de la commune de Rochefort dans le département de la Charente-Maritime en région Nouvelle-Aquitaine, l'école est divisée en 2 casernes pour une superficie totale de 82 hectares.

## Casernes

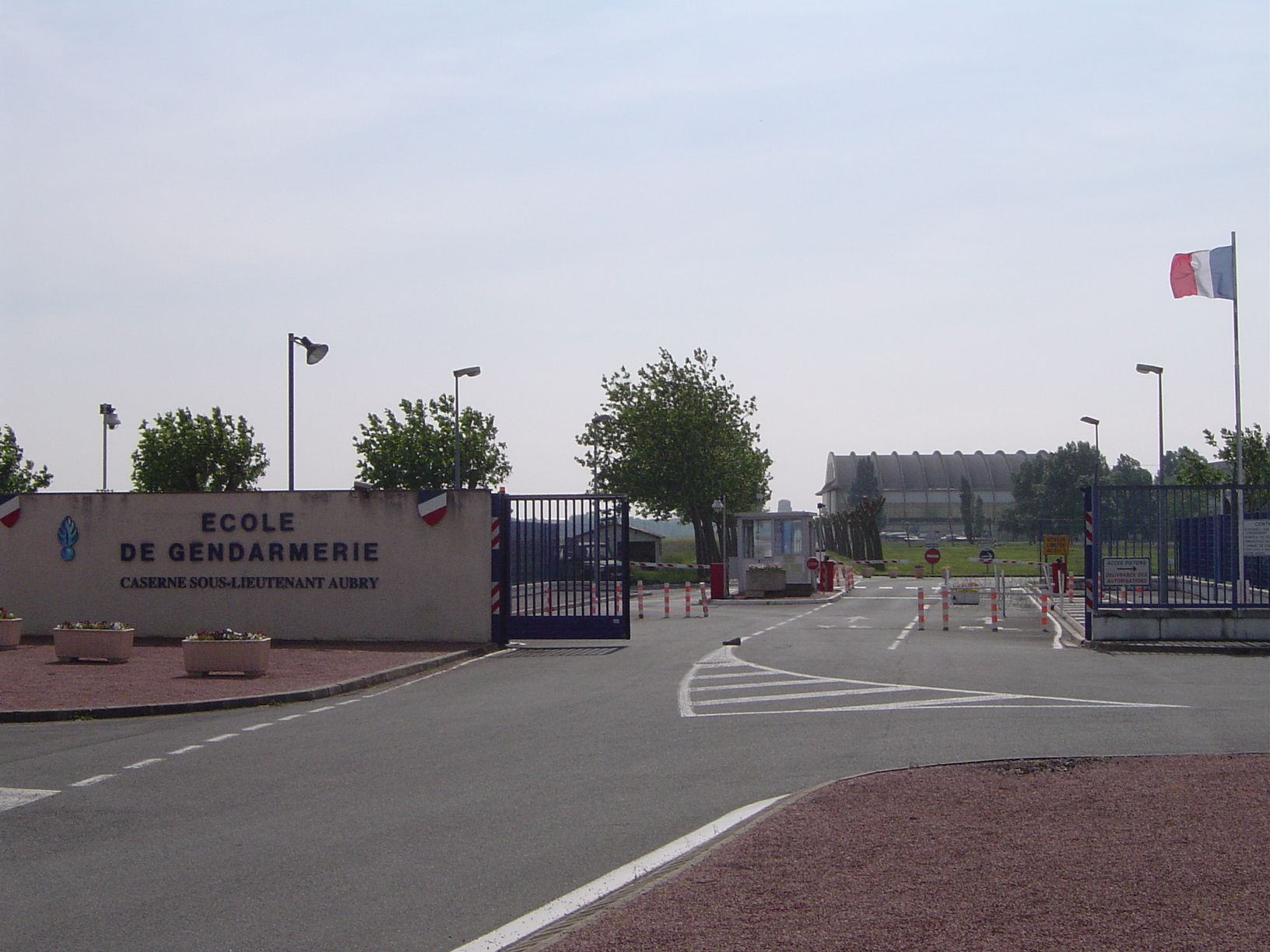
Caserne Sous-Lieutenant Aubry

### Caserne Sous-Lieutenant Aubry
Elle est la caserne principale de l'école et elle y abrite :
- l'État-major (section commandement, ressources humaines, budget et soutiens)
- la division d'instruction
- le Centre national de formation au commandement (CNFC) est transféré depuis janvier 2019 à l'école de gendarmerie de Dijon 21
- le Centre national de formation aux langues et à l'international (CNFLIG), dont fait partie le centre d'instruction au français de Rochefort (CIFR)
- le Centre national de formation du corps de soutien technique et administratif de la Gendarmerie nationale (CNF-CSTAGN)
- le Centre national d'assistance aux utilisateurs (CNAU), centre d'appels pour les gendarmes et les policiers
- le cercle mixte (mess, bar)
- les classes et hébergements pour les stagiaires et élèves
- les logements pour les GAV permanents

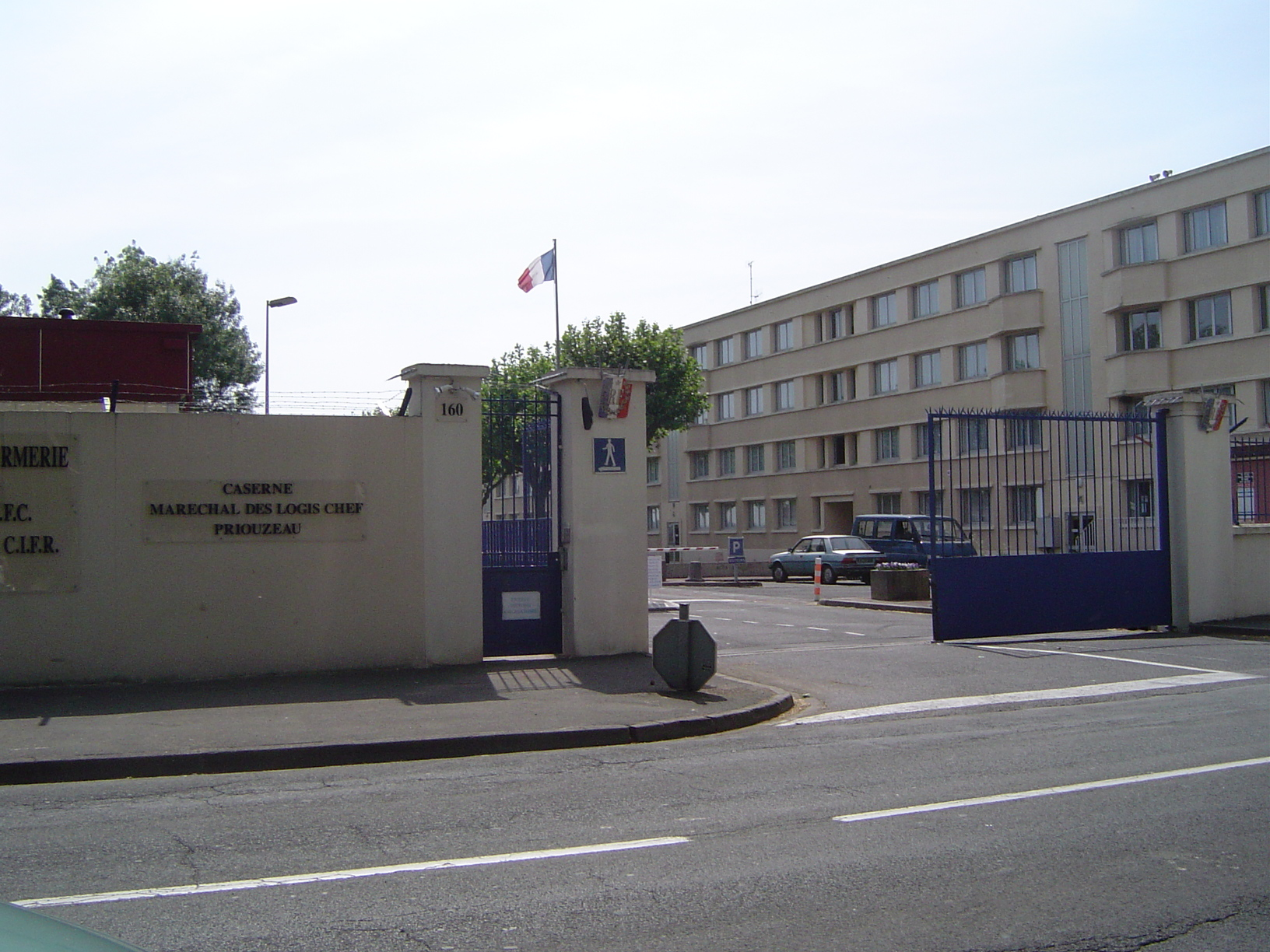
Caserne Maréchal-des-Logis-Chef Priouzeau

### Caserne Maréchal-des-Logis-Chef Priouzeau
À sa création en 1999, l'ensemble de l'école n'occupait que cette caserne avant de s'installer sur la caserne Aubry, en travaux de restructuration jusqu'en 2002. La caserne Priouzeau a abrité le Centre National de Formation au Commandement (CNFC) et Centre national de formation aux langues et à l'international (CNFLIG) ainsi que l'ensemble des logements pour les stagiaires avant leur transfert sur le site Aubry en 2002.
Le site Priouzeau est actuellement laissé à l'abandon en attente d'une éventuelle rénovation dans le cas d'une possible augmentation du nombre de stagiaires et d'élèves gendarmes adjoints décidée par la direction générale de la Gendarmerie nationale.

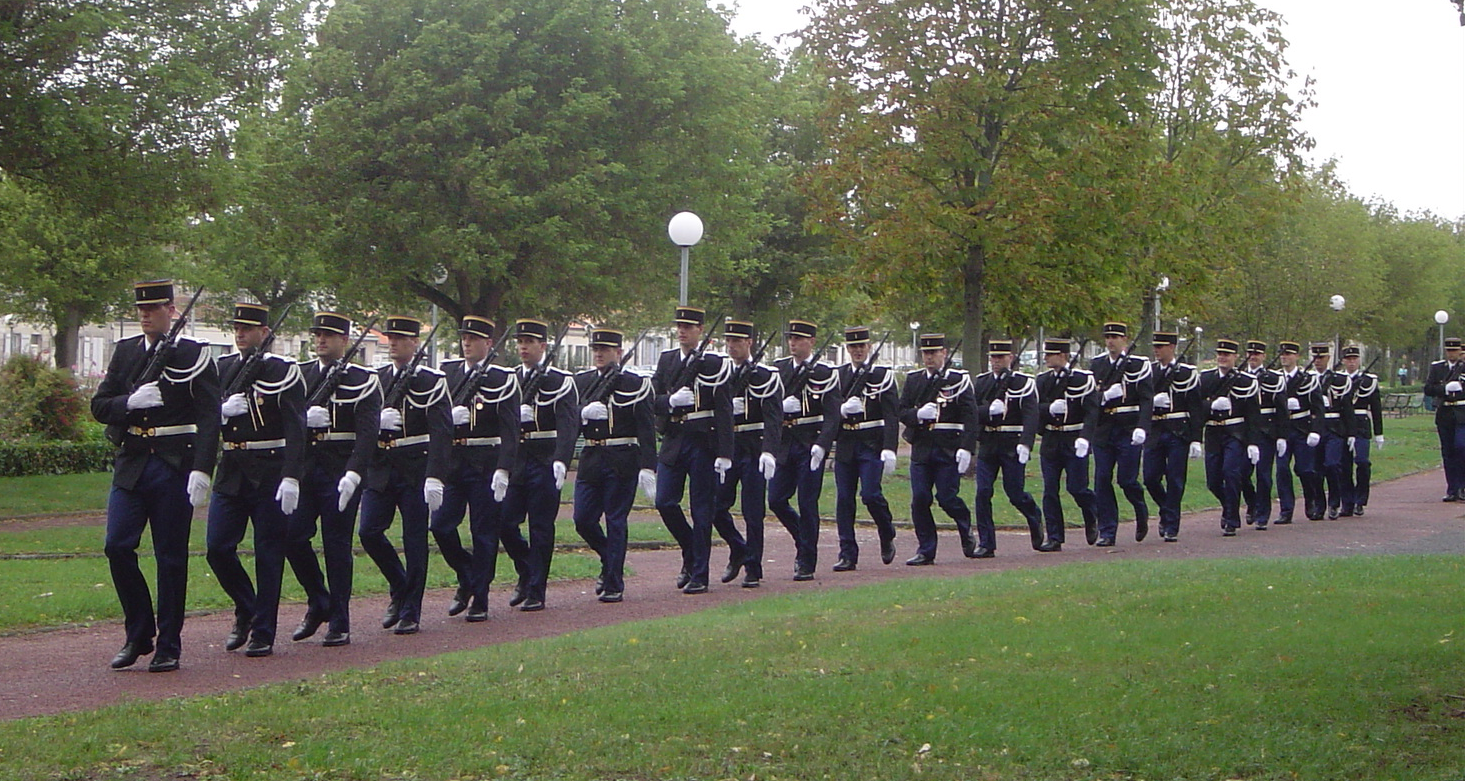
Élèves gendarmes à Rochefort

## Effectif
En 2009, son effectif était composé de :
- 31 officiers de gendarmerie
- 1 médecin du service de santé des armées
- 45 sous-officiers de gendarmerie
- 43 sous-officiers CSTAGN
- 2 militaires infirmiers et techniciens des hôpitaux des armées
- 42 gendarmes adjoints volontaires
- 26 personnels civils

Soit près de 190 personnes.
En 2003, l'école a vu passer 7 000 stagiaires ou élèves.
Depuis 2023, elle compte le plus agé infirmier sous-officier de Poitou-Charentes 

## Commandant de l'école
- Depuis le 1er août 2023  : général de brigade Benoît GAUTIER
- De septembre 2020 au 31 mai 2023: général de brigade Stéphane Paulin
- De septembre 2017  à août 2020 : général de brigade Dominique Chappot de la Chanonie
- Du 1er août 2013 au 31 août 2017 : colonel Hervé Flammant
- De juillet 2010 à juillet 2013 : colonel Thierry Sassard
- De septembre 2007 à juillet 2010 : colonel Joël Lavaud

## Centres de formation

### Centre national de formation au commandement
Le Centre national de formation au commandement (CNFC) a été délocalisé de Tulle à Rochefort le 1er juillet 1999. Il est chargé d'assurer la formation continue des gradés de la Gendarmerie.
Il est de nouveau transféré à Dijon depuis janvier 2019.
Ce centre organise 5 types de stage :
- stage national de formation des gradés de la Gendarmerie (SNFG) qui dure 4 semaines
- stage des commandants de brigade de proximité (CBP) qui dure 3 semaines
- stage préparatoire au premier commandement (SPPC) qui dure 3 à 4 semaines
- stage des lieutenants commandant d'unité (SLCU) qui dure 4 semaines
- stage de préparation à l'emploi spécifique (PES)

### Centre national de formation aux langues et à l'international
Installé depuis le 1er mai 2000, le Centre national de formation aux langues et à l'international (CNFLIG) a pour mission d'enseigner l'anglais, l'espagnol, l'italien, l'allemand et l'arabe et de préparer des militaires de la Gendarmerie qui doivent servir dans des opérations extérieurs notamment dans le cadre de missions sous l'égide de l'OTAN ou de l'ONU.
Ce centre est composé du :
- centre national de formation aux langues (CFLG)
- centre national de formation à l'international (CNFI)
- centre d'instruction au français de Rochefort (CIFR)

Ce centre organise 7 types de stage :
- stage de perfectionnement en matière de police civile ONU
- stage "état major" ONU
- stage "à la carte"
- stage de préparation aux missions internationales
- stage pour une Mission de Police de l'Union Européenne (MPUE)
- stage destiné aux cadres du Centre national d'entraînement des forces de gendarmerie de Saint-Astier
- stage de préparation aux détachements extérieurs

#### Centre d'instruction au français de Rochefort
Le Centre d'instruction au français de Rochefort (CIFR) a remplacé le Centre interarmées de formation de Rochefort qui a été créé par la Direction générale de l'Armement (DGA) en 1979.
Sa principale mission est de former à la langue française des officiers et des sous-officiers étrangers des armées de terre, de l'air et de l'espace, de la Marine, de la Gendarmerie et de la Police.

### Centre national de formation du corps de soutien technique et administratif

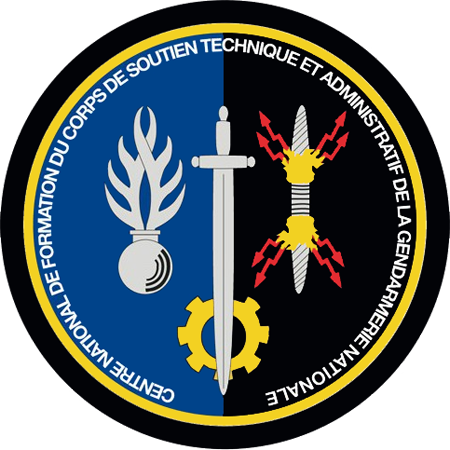

Le Centre national de formation du corps de soutien technique et administratif de la Gendarmerie nationale (CNF-CSTAGN) a été créé le 1er septembre 2001 à Rochefort.
Ses missions sont :
- la formation militaire initiale (FMI) des élèves sous-officiers du corps de soutien technique et administratif de la Gendarmerie Nationale d'une durée de 12 semaines et la formation d'adaptation à la spécialité (FAS) pour les spécialités « administration et gestion du personnel » (AGP), « gestion logistique et financière » (GLF) et « armurier-pyrotechnicien » (ARM-PYRO). La réussite à ces deux formations (FMI+FAS) est sanctionnée par le brevet élémentaire de spécialiste (BES) obligatoire pour être nommé maréchal des logis.
- la formation de spécialiste de second niveau d'une durée de 8 semaines et sanctionnée par le brevet supérieur de spécialiste (BSS) conditionnant l'avancement au grade d'adjudant.
- la formation de troisième niveau de spécialiste d'une durée de 4 semaines et sanctionnée par le brevet de chef de service (BCS) conditionnant l'avancement au grade d'adjudant-chef.
- Enfin, différentes formations sont délivrées dans les multiples domaines tels que la pyrotechnie, la comptabilité, la sécurité alimentaire, les logiciels métiers...

### Autres formations
L'école organise également des formations spécifiques pour :
- les futurs gendarmes adjoints volontaires (GAV). Les deux premières compagnies d'élèves GAV-APJA ont été incorporées fin 2011. Près de 600 élèves GAV sont formées à Rochefort chaque année..
- les futurs militaire infirmier et technicien des hôpitaux des armées (MITHA).

## Centre de production pédagogique et audiovisuelle des écoles
Le centre de production pédagogique et audiovisuelle des écoles (CPPAE) créé le 1er septembre 2006 à Rochefort, a remplacé les centres de réalisation audiovisuelle implantés dans chaque école et centre de formation de la Gendarmerie nationale.
Il a été dissous le 1er juillet 2011. Pour le remplacer, le centre de production multimédia de la Gendarmerie nationale (CPMGN) a été créé à Limoges. D'un effectif d'environ 120 personnes, ce nouveau centre limougeaud a permis de fusionner 3 unités : le centre national de formation à distance (basé auparavant à Maisons-Alfort, Val-de-Marne), le service de production audiovisuelle (Maisons-Alfort) et le centre de production pédagogique et audiovisuelle des écoles (Rochefort). Cette arrivée à Limoges compense en partie le départ de l'essentiel des effectifs militaires de la ville, soit près de 900 personnes.